# Miguel Ángel Alegría
Miguel Ángel Alegría (Lakuntza, Navarra, 1933-Pamplona, 16 de julio de 2018) fue un pelotari español de la especialidad de mano.

## Biografía
Se le recuerda principalmente por haber sido el primer campeón mundial de pelota a mano en la modalidad de frontón corto parejas en el Campeonato del Mundo de Pelota Vasca de 1962 celebrado en Pamplona. Asimismo, fue campeón de España en cuatro ocasiones (1959, 1962, 1964 y 1967). Su salto al campo profesional llegó en 1968, pero no llegó a cumplir las expectativas que había creado en su etapa como aficionado.